# ШК Фрайбург
Шпорт-клуб Фрайбург (на немски: Sport-Club Freiburg) е футболен клуб от град Фрайбург, провинция Баден-Вюртемберг, Германия.
Играе в Първа Бундеслига на страната през сезон 2009/10. Женската формация на клуба също се състезава в най-горното ниво на женския футбол в Германия. Членовете на клуба наброяват около 2500 души.

## История

### Развитие до 1991 г.
ШК Фрайбург стои дълго време в сянката на водещия отбор „Фрайбургер Еф Це“. Преди въвеждането на Гаулигата „Ес Це“ не е бил известен извън региона си. През 1933 г. е приет в новосформираната Гаулига, но веднага изпада. И в 4-те издания на първенството на окръжната група Обербаден ШК Фрайбург получава шанс за класиране в по-горна група (1934 – 1937 г.), но и в 4-те случая пропуска да го направи. Едва по време на Втората световна война „брайзгауците“ се справят с квалификацията във все повече разпадащата се Гаулига, без обаче да оставят запомнящо се впечатление.
След войната клубът участва в продължение на 5 години в по-горната дивизия Оберлига Юг-Югозапад. От 1950 до 1978 г. играе в треторазрядната Аматьорска лига Южен Баден. Последователно през 1965 и 1968 г. има възможност за промоция в Южната регионална лига. Следва обаче нов провал в квалификационния кръг.
Възходът на ШК Фрайбург и падението на „Фрайбургер Еф Це“ започват поради грешна преценка на мениджъра на последните през 1972 г. Директорът на Фрайбургската финансова дирекция Ахим Щокер предлага финансова подкрепа на ръководителя на по-силния фрайбургски отбор, разполагайки с добри връзки към потенциални заможни спонсори. Това предложение обаче е отклонено. Тогава Щокер отива при „Фрайбург“, където с радост го приемат и той става и президент на клуба. Щокер работи 37 години като президент на ШК Фрайбург от 1972 г. до смъртта си през 2009 г. и е най-старият и най-дълго управлявал президент в професионалния германски футбол.
През 1974 г. „Фрайбургер Еф Це“ отпада в аматьорската лига, където е и ШК Фрайбург. Още при първата година заедно „Ес Це“ финишират пред по-силните си градски съседи, но през 1977 г. „Еф Це“ печелят групата и отново напускат в посока нагоре. Това прави и ШК Фрайбург през следващата година, като постоянно се представя по-добре от градските си съперници до 1982 г., когато „Фрайбургер Еф Це“ изпада, а „Ес Це“ се стабилизира в средата на класирането. От тази година те са и водещият фрайбургски футболен клуб.

### Ерата „Финке“ (1991 – 2007 г.)
През 1991 г. Фолкер Финке е назначен за старши треньор на ШК Фрайбург и остава на поста до лятото на 2007 г., което е най-дългият мандат на треньор в германския професионален футбол в историята му. Той идва от Нордерщед, като преди това през 1990 г. е извел Хафелсе до Втора Бундеслига. Заедно със себе си той води в отбора Йенс Тод и Томас Фогел. Под ръководството на Финке ШК Фрайбург постига най-успешното представяне в историята си. В първия сезон на първенството на Обединена Германия Втора Бундеслига е била разделена на северна и южна на регионален принцип, като всяка част има 12 отбора. Първенецът на всяка една втора лига се класира за Първа Бундеслига. Почти до края ШК Фрайбург води в класирането, но в последния момент е изпреварен от Саарбрюкен. Тази грешка бива поправена следващата година, когато отборът от Баден-Вюртемберг печели сезона във втора дивизия при участието на цели 24 състава в 46 кръга и получава правото да играе в Първа Бундеслига за пръв път от създаването си. За отбелязване е, че ШК Фрайбург води от 7. кръг до края.
Първият сезон във висшия футболен ешелон на Германия преминава в борба за оставане в лигата. 3 кръга преди края се постига серия от три поредни победи, която помага сезонът да се завърши с равен брой точки с Нюрнберг. „Франките“ обаче имат по-лоша голова разлика и изпадат за сметка на ШК Фрайбург. Това измъкване на косъм е последвано от трето място в крайното класиране, както и класиране за турнира за Купата на УЕФА през сезона 1995/96. В първия кръг на международната сцена Славия Прага ги побеждава и брайзгауци отпадат безславно. Представянето в Бундеслигата също е разочароващо и отборът не може да се задържи във върха на класирането, а напускането на нападателя Родолфо Кардосо не може да се компенсира. Изпадането от групата е логично с оглед на представянето на тима, но отсъствието им трае само година. Завръщането им е ознаменувано с ново участие в Европа през 2001 г., където те преодоляват словашкия Матадор Пухов и швейцарците от Санкт Гален. Третият противник обаче е прекалено силен – Фейенорд от Ротердам. Така ШК Фрайбург отпадат от бъдещия победител в този европейски турнир.
В класирането на Първа Бундеслига ШК Фрайбург постепенно слиза надолу и в края на сезона „брайзгауците“ изпадат от германския елит. Те обаче бързо се завръщат в първа дивизия през 2003 г. Само след два сезона там третото изпадане на отбора отново става факт – едва 3 победи и общо 18 точки определят тима на Фолкер Финке да бъде последен в таблицата за сезон 2004/05. Това е и най-лошото представяне на отбор в Първа Бундеслига след въвеждането на правилото за три точки при победа. Под ръководството на Финке ШК Фрайбург играе две кампании във Втора Бундеслига, като и в двата случая възпитаниците на наставника финишират четвърти и пропускат ново класиране в Първа Бундеслига.

### Развитие при Робин Дут (от 2007 г.)
След продължило 16 години ръководство на специалиста Фолкер Финке, президентът Ахим Щокер решава да направи промяна на треньорския пост на отбора в края на сезон 2006/07. Наследник на Финке става Робин Дут, който идва от Щутгартер Кикерс. Под негово ръководство през сезон 2007/08 във Втора Бундеслига ШК Фрайбург играе отново за класиране, но поради лоша серия през пролетния полусезон след последния кръг заема пето място. През следващата година на отбора се удава добро начало – пет победи и едно равенство след първите седем мача поддържат отбора в челото на класирането до зимната пауза, когато той е трети след загуба от Кайзерслаутерн с 0:2 в последния мач. През пролетта „брайзгауците“ успяват да направят серия от шест поредни победи и това им дава аванс на върха, който те успяват да поддържат и да увеличат до края. В 31. кръг на сезон 2008/09 ШК Фрайбург разгромява като гост Кобленц с 5:2 и така теоретично печели промоция в Първа Бундеслига. Нововъведеният от Германския футболен съюз шампионски трофей на втора дивизия е връчен на отбора след победата с 4:3 над Кайзерслаутерн в последния кръг на Втора Бундеслига.

## Стадион
Стадионът на ШК Фрайбург от 1953 г. се казва Драйзамщадион. През 2004 г. съоръжението е преименувано на Баденова-Щадион поради финансови съображения и произтичащите от това рекламни приходи. Капацитетът на стадиона е 25 000 места. Единствено през първия си сезон във Втора Бундеслига в края на 70-те години на ХХ век ШК Фрайбург ползва стадиона на Фрайбургер Еф Це Мьозлещадион. Драйзамщадион се намира в източния квартал на Фрайбург Валдзе на улица Шварцвалд. През 1970 г. стадионът има едва 480 седалки, но това се променя 8 години по-късно, след класирането във втора дивизия, когато се осъществява голяма реконструкция на футболната арена. Построява се главна трибуна, а местата за правостоящи се разширяват, покачвайки капацитета на 16 000 места. Сегашната си форма Брайзгаущадион постига през 1999 г. след последния ремонт, добавящ нови 6000 места в северната част на стадиона. По време на строителните работи някои от живущите наблизо фрайбургци се оплакват от разширяването и произтичащия от това шум. Накрая те се съгласяват да приемат промените, но клубът от своя страна се задължава да не предприема повече реконструкции в бъдеще.
Мястото за гостуващи фенове се намира в ъгъла между трибуната срещу главната такава и южната трибуна. Най-големите запалянковци на ШК Фрайбург стоят в зоната за правостоящи на северната трибуна.
През лятото на 2004 г. на покрива на стадиона се монтират соларни клетки, които носят допълнителна енергия от 250 000 kWh годишно. Отоплението на тревното покритие претърпява промени в по-екологична насока.
Клубният вестник „Ес Це Репорт“ се разпространява безплатно до сезон 1995/96, когато се появява списанието „Хаймшпийл“ („Домакинска среща“), което е и официалното клубно издание. След първото класиране на отбора в Първа Бундеслига през 1993 г. броят на феновете в региона значително се увеличава. Най-известните фен клубове на „брайзгауците“ са Фенмен и Чарли.
Първото спортно игрище на отбора през 1928 г. е Винтерер-Щадион, който е принудително напуснат, тъй като е бил разрушен, за да се построи летище на неговото място. До 1954 г. ШК Фрайбург играе срещите си на различни стадиони.

## Професионален отбор за сезон 2009/10
| №             |          | Играч            | Рождена дата   | В отбора от | См      | Кг      | Мач.    | Гол.    | Предишни клубове |
| Вратари       | Вратари  | Вратари          | Вратари        | Вратари     | Вратари | Вратари | Вратари | Вратари | Вратари |
| ------------- | -------- | ---------------- | -------------- | ----------- | ------- | ------- | ------- | ------- | --- |
| 1             |          | Симон Пуплен     | 28.05.1985     | 2008        | 187     | 79      | 33      | 0       | Рен, Шоле, Жюне Франсе Шоле |
| 21            |          | Михаел Лангер    | 6 януари 1985  | 2008        | 194     | 92      | 14      | 0       | Щутгарт, Хард, Виктория Брегенц |
| 26            | Германия | Мануел Залц      | 06.08.1985     | 2009        | 185     | 75      | 2       | 0       | Щутгартер Кикерс, Пфорцхайм, Хоенварт |
| 37            | Германия | Оливер Бауман    | 02.06.1990     | 2002        | 185     | 70      | 2       | 0       | Бад Кроцинген |
| Защитници     |          |                  |                |             |         |         |         |         | |
| 2             |          | Павел Кърмаш     | 03.03.1980     | 2007        | 193     | 86      | 59      | 6       | Теплице, Спарта (Прага), Храдец Кралове, Спарта (Прага), Адмира/Славой Прага, Храдец Кралове, Наход, Слован Броумов                                                                     |
| 3             | Германия | Феликс Бастианс  | 09.05.1988     | 2009        | 188     | 83      | 2       | 0       | Йънг Бойс Берн, Нотингам Форест, МК Донс, Нотс Каунти, Честърфийлд, Нотингам Форест, Джилингам, Халифакс Таун, Нортуич Виктория, Нотингам Форест, Борусия Дортмунд, Бохум, Ватеншайд 09 |
| 5             |          | Хайко Бутчер     | 28.07.1980     | 2007        | 189     | 86      | 65      | 7       | Бохум, Щутгарт, Зандхаузен, Карлсруе, Ванген, Дийтманс, Айхстетен, Елванген |
| 6             |          | Ду-Ри Ча         | 25.07.1980     | 2009        | 181     | 81      | 2       | 0       | Кобленц, Майнц 05, Айнтрахт Франкфурт, Арминия Билефелд, Кория Юнивърсити, Скуултийм Сеул, Байер Леверкузен                                                                             |
| 15            |          | Оливер Барт      | 06.10.1979     | 2007        | 188     | 80      | 27      | 0       | Фортуна Дюселдорф, Щутгартер Кикерс, Фелбах, Щутгарт, Шмиден |
| 24            |          | Менсур Муйджа    | 28.03.1984     | 2009        | 183     | 75      | 32      | 2       | НК Загреб |
| 25            |          | Сандро Зиригу    | 07.10.1988     | 2009        | 185     | 75      | 0       | 0       | Улм 1846 |
| 38            |          | Йомер Топрак     | 21.07.1989     | 2005        | 186     | 81      | 30      | 4       | Еф Фау Равенсбург, Те Ес Бе Равенсбург |
| 39            |          | Жаксон Менди     | 25.05.1987     | 2009        | 192     | 89      | 6       | 0       | Ханза Росток, ФК Париж, Рен, Кевили, Оксер |
| Полузащитници |          |                  |                |             |         |         |         |         | |
| 10            |          | Ясин Абдесадки   | 1 януари 1981  | 2008        | 175     | 70      | 34      | 3       | Расинг Страсбург, Тулуза, Расинг Страсбург, Гренобъл Фут 38, Расинг Страсбург, Тулон |
| 14            |          | Хамед Намуши     | 14.02.1984     | 2010        | 183     | 74      | 1       | 0       | Лориен, Глазгоу Рейнджърс, Кан, Льо Кане-Рошевил |
| 18            |          | Йоханес Флум     | 14.12.1987     | 2008        | 189     | 80      | 32      | 0       | Пфулендорф, ШК Фрайбург, Лауфенбург, Вайлхайм |
| 20            |          | Ивица Банович    | 02.08.1980     | 2007        | 186     | 81      | 57      | 3       | Нюрнберг, Вердер Бремен, НК Загреб |
| 23            |          | Юлиан Шустер     | 15.04.1985     | 2008        | 190     | 77      | 27      | 6       | Щутгарт, Льохгау |
| 30            |          | Давид Таргамадзе | 22.08.1989     | 2006        | 168     | 66      | 6       | 0       | Мешакре Агара |
| 40            |          | Даниел Калигури  | 15 януари 1988 | 2005        | 186     | 81      | 9       | 0       | Цимерн, Швенинген |
| Нападатели    |          |                  |                |             |         |         |         |         | |
| 7             |          | Седрик Макиади   | 23.02.1984     | 2009        | 178     | 77      | 2       | 0       | Дуисбург, Волфсбург, Любек, Айххолцер, Пост Любек |
| 8             |          | Мохамаду Идрису  | 08.03.1980     | 2008        | 190     | 83      | 46      | 18      | Дуисбург, Хановер 96, Каен, Хановер 96, Веен Висбаден, Франкфурт, Котон Спорт де Гаруа, Расинг Бафусам                                                                                  |
| 9             |          | Папис Демба Сисе | 03.06.1985     | 2010        | 183     | 73      | 6       | 1       | Метц, Шатору, Метц, Шербур, Метц, Дуане Дакар |
| 11            |          | Йонатан Йегер    | 23.05.1978     | 2007        | 174     | 68      | 47      | 10      | Саарбрюкен, Льо Авър, Мец, Луан-Кисе, Мец |
| 13            |          | Томи Бехман      | 22.12.1981     | 2008        | 181     | 81      | 30      | 8       | Бохум, Есбер фБ, Орхус, Сковбакен Орхус, Орхус ГФ, Хьортсхьой Ега |
| 16            | Германия | Феликс Рот       | 13.11.1987     | 2002        | 179     | 72      | 1       | 0       | Дурбах, Офенбург |
| 27            |          | Щефан Райзингер  | 14.09.1981     | 2009        | 185     | 82      | 2       | 0       | Гройтер Фюрт, 1860 Мюнхен, Вакер Бургхаузен, Гройтер Фюрт, Ландсхут, Есенбах |

## Известни бивши играчи
| - Зубаир Байа - Мехди Бен Слимане - Мартин Браун - Златан Байрамович - Родолфо Кардосо - Хари Дехайвер - Михаел Фронтцек - Йорг Хайнрих - Леван Кобиашвили - Ралф Кол - Зебастиан Кел | - Йоаким Льов - Щефан Мюлер - Оскар Мюлер - Саша Ритер - Алтин Ракли - Сулейман Сане - Райнхард Шалетцки - Йорг Шмадке - Карл-Хайнц Шулц - Адел Селими - Мартин Шпанринг | - Уве Шпийс - Аксел Зундерман - Ален Сутер - Йенс Тодт - Михаел Вагнер - Уве Васмер - Марко Вайсхаупт - Гюнтер Вийнхолд - Тобиас Вили - Андреас Цайер |

## Треньори
|          | Име              | Период                       | Рождена дата   |
| -------- | ---------------- | ---------------------------- | -------------- |
| Германия | Андреас Мункерт  | 1946/47 – 1948/49            | 07.03.1908     |
| Германия | Артур Матес      | 1949/50 – 1949/50            | -              |
| Германия | Андреас Мункерт  | 1950/51 – 1952/53            | 07.03.1908     |
| Германия | Вили Хорнунг     | 1953/54 – 1954/55            | -              |
| Германия | Курт Маншот      | 1956/57 – 1957/58            | -              |
| Германия | Ханс Рогов       | 1960/61 – 1962/63            | 01.03.1921     |
| Германия | Ханс Фабер       | 1963/64 – 1963/64            | 24.03.1925     |
| Германия | Ханс Дийл        | 1964/65 – 1968/69            | -              |
| Германия | Едгар Хайлбрунер | 1969/70 – 1971/72            | -              |
| Германия | Манфред Брийф    | 01.07.1972 до 30.09.1978     | 11.12.1939     |
| Германия | Хайнц Баас       | 30.09.1978 до 30.06.1979     | 13.04.1922     |
| Германия | Юп Бекер         | 01.07.1979 до 30.06.1980     | 30.03.1943     |
| Германия | Норберт Вагнер   | 01.07.1980 до 24 януари 1981 | 15 януари 1939 |
| Германия | Хорст Цик        | 25 януари 1981 до 30.06.1981 | 29 януари 1935 |
| Германия | Лутц Лангартнер  | 01.07.1981 до 30.06.1982     | 24.09.1943     |

|          | Име                    | Период                       | Рождена дата   |
| -------- | ---------------------- | ---------------------------- | -------------- |
| Германия | Вернер Олк             | 01.07.1982 до 30.06.1984     | 18 януари 1938 |
| Германия | Фритц Фукс             | 01.07.1983 до 30.06.1984     | 18.10.1943     |
| Германия | Антон Рудински         | 01.07.1984 до 1 януари 1986  | 01.10.1937     |
| Германия | Юп Бекер               | 25 януари 1986 до 22.03.1986 | 30.03.1943     |
| Германия | Хорст Цик              | 23.03.1986 до 30.06.1986     | 29 януари 1935 |
| Германия | Йорг Бергер            | 01.07.1986 до 17.12.1988     | 13.10.1944     |
| Германия | Фритц Фукс             | 1 януари 1989 до 08.04.1989  | 18.10.1943     |
| Германия | Уве Ерет               | 09.04.1989 до 30.06.1989     | 14.09.1955     |
| Германия | Лоренц-Гюнтер Кьостнер | 01.07.1989 до 26.08.1989     | 30 януари 1952 |
| Германия | Уве Ерет               | 27.04.1989 до 26.11.1989     | 14.09.1955     |
| Германия | Бернд Хос              | 01.12.1989 до 30.06.1990     | 19.06.1939     |
| Германия | Екхард Краутцун        | 01.07.1990 до 30.06.1991     | 13 януари 1941 |
| Германия | Фолкер Финке           | 01.07.1991 до 30.06.2007     | 24.03.1948     |
| Германия | Робин Дут              | от 01.07.2007                | 24 януари 1965 |

## Български футболисти
- Васил Радославов: 1921/?

- Официален уебсайт на ШК Фрайбург
- Наръчник на германския футбол ((en)) Архив на оригинала от 2007-03-11 в Wayback Machine.
- Статистика за ШК Фрайбург в Kicker
- Фен сайт на клуба Архив на оригинала от 2011-12-21 в Wayback Machine.